# Lynne Reid Banks
Lynne Reid Banks, née le 31 juillet 1929 à Barnes (Londres) et morte le 4 avril 2024, est une auteure britannique de livres pour enfants et adultes, dont The Indian in the Cupboard (L'Indien du placard), qui s'est vendu à plus de 15 millions d'exemplaires et qui a été adapté avec succès au cinéma. 
Son premier roman, The L-Shaped Room (La Chambre indiscrète), publié en 1960, a été un best-seller immédiat et durable. Il a ensuite été transformé en film du même nom et a donné lieu à deux suites, The Backward Shadow et Two is Lonely. Elle écrit également une biographie de la famille Brontë, intitulée Dark Quartet, et une suite sur Charlotte Brontë, Path to the Silent Country.

## Biographie
Lynne Reid Banks naît le 31 juillet 1929 à Barnes. Elle est le seul enfant du docteur James et de l'actrice Muriel Reid Banks,,. Pendant la Seconde Guerre mondiale, elle est évacuée vers Saskatoon (province Saskatchewan au Canada), avec sa mère et son cousin, et revient après la fin de la guerre . Elle fréquente l'école St Teresa d'Effingham dans le Surrey. Avant de devenir écrivaine, Lynne Reid Banks était actrice, fréquentait une école d'art dramatique et, en 1955, commença à travailler comme journaliste à la télévision chez ITN, l'une des premières femmes à le faire en Grande-Bretagne,,. Cependant, elle a eu l'impression d'être cataloguée pour écrire sur certains sujets, et a souvent été mise au travail pour écrire des scénarios.
En 1960, elle publie son premier livre, The L-Shaped Room, qui connaît un énorme succès.
En 1962, elle émigre en Israël, où elle enseigne pendant huit ans dans un kibboutz, Yas'ur. En 1965, elle épouse Chaim Stephenson (1926-2016), un sculpteur, avec qui elle a trois fils . Bien que n'étant pas juive, elle devient citoyenne israélienne.
Malgré le retour de la famille en Angleterre en 1971, l'influence de son séjour en Israël est perceptible dans certains de ses livres (notamment One More River et sa suite, Broken Bridge, et d'autres livres, tels que An End to Running et Enfants à la porte) qui se déroulent partiellement ou principalement dans des kibboutzim. En Angleterre, la famille vit dans la banlieue de Londres et à Beaminster dans le comté du Dorset.
En octobre 2013, elle remporte le prix J. M. Barrie pour sa contribution exceptionnelle aux arts pour enfants.
Dans ses dernières années, elle vit à Shepperton dans le Surrey au Royaume-Uni. Lynne Reid Banks meurt d'un cancer dans un établissement de soins du Surrey le 4 avril 2024 à l'âge de 94 ans,.

## Publications

### Romans pour enfants
- The Farthest-Away Mountain, illustration Victor Ambrus (Londres : Abelard-Schuman, 1976) ; éd.US , 1977 ; illustration Dave Henderson
- The Adventures of King Midas, illustration George Him (J. M. Dent, 1976), (LCCN 76379385) ; illustration Jos. A. Smith (William Morrow & Co, 1992), (LCCN 92003795)
  - The Indian in the Cupboard (1980)
  - The Return of the Indian (1985)
  - The Secret of the Indian (1989)
  - The Mystery of the Cupboard (1993)
  - The Key to the Indian (1998)
- (en) The Fairy Rebel, Turtleback, 1985 (ISBN 978-0-606-00995-9, lire en ligne), illustration William Geldart
- Harry the Poisonous Centipede, illustration Tony Ross
  - Harry the Poisonous Centipede: A Story to Make You Squirm, Morrow/HarperCollins, 1997 (ISBN 0-688-14711-9)[12]
  - Harry the Poisonous Centipede's Big Adventure, HarperCollins, 2001 (ISBN 0-06-029139-7)[13]
  - Harry the Poisonous Centipede Goes to Sea (2006)
- (en) I, Houdini: The Autobiography of a Self-educated Hamster, J. M. Dent, 1978 (ISBN 978-0-460-06873-4, lire en ligne) ; illustration Terry Riley, éd. US, 1988[14]
- Angela and Diabola, Avon/HarperCollins, 1997 (ISBN 0-380-97562-9)[15]
- Alice-By-Accident, HarperCollins, 2000 (ISBN 0-380-97865-2)[16]
- (en) Tiger, Tiger, Delacorte, 2004 (ISBN 978-0-00-719041-6, lire en ligne)[17]
- Bad Cat Good Cat, illustration Tony Ross (2011)
- Ella and her bad Yellow T-Shirt, illustration Omri Stephenson (OGS, 2011)
- The Wrong-Coloured Dragon, illustration Joanna Scott (Kindle, 2012)
- Uprooted, HarperCollins, 2015 (ISBN 978-0-00-813235-4, OCLC 881018287)[18]
- The Red Red Dragon (Walker Books, 2022)

Histoires courtes
- The Magic Hare, Morrow/HarperCollins, 1993 (ISBN 0-688-10895-4); illustration Barry Moser et Hilda Offen[19]
- Sarah and After: the matriarchs (The Bodley Head, 1975) (LCCN 75318081); titre US, Sarah and After: five women who founded a nation – Bible stories[20]

Older readers
- (en) One More River, Vallentine, Mitchell, 1973 (ISBN 978-0-85303-149-9, lire en ligne)
- My Darling Villain (Bodley Head, 1977) ; éd. US, 1986
- (en) The Writing on the Wall, Harper & Row, 1981 (ISBN 978-0-06-020389-4, lire en ligne) 1988
- (en) Melusine: A Mystery, Hamilton Children's, 1988 (ISBN 978-0-241-12548-9, lire en ligne) ; éd. US, 1989
- One More River, édition révisée (New York : William Morrow, 1992), (LCCN 91043152)
- (en) Broken Bridge, Hamish Hamilton, 1994 (ISBN 978-0-241-13454-2, LCCN 94026636, lire en ligne) ; éd. US, 1994 (révisée ?) – sequel to One More River
- Maura's Angel (1998)[21]
- (en) Moses in Egypt: A Novel Inspired by The Prince of Egypt and The Book of Exodus, Thomas Nelson Incorporated, juillet 1998 (ISBN 978-0-8499-5898-4, LCCN 99190535, lire en ligne)
- The Dungeon, HarperCollins, 2002 (ISBN 0-06-623782-3)[22]
- Stealing Stacey (2004)

### Romans pour adultes
- All in a Row: a comedy in three acts (Deane, 1956), (LCCN 56041380)
- The L-Shaped Room (Chatto & Windus, 1960) ; éd. US, 1961
- (en) An End to Running, Chatto & Windus, 1962 (lire en ligne)
- House of Hope (Simon & Schuster, 1962)
- Children at the Gate (Chatto & Windus, 1968)
- (en) The Backward Shadow, Simon and Schuster, 1970 (ISBN 978-0-671-20671-0, lire en ligne) – sequel à The L-Shaped Room
- Two is Lonely (Chatto & Windus, 1974) – complète la trilogie The L-Shaped Room
- Dark Quartet: the story of the Brontës (Weidenfeld & Nicolson, 1976) ; éd. US, 1977 – Fiction biographique[23]

- (en) Path to the Silent Country: Charlotte Brontë's Years of Fame, Delacorte Press, 1977 (ISBN 978-0-440-06985-0, lire en ligne) ; éd. US, 1978
- Defy the Wilderness (Chatto & Windus, 1981)
- The Warning Bell (Hamish Hamilton, 1984) ; éd. US, 1986
- Casualties (1986) ; éd. US, 1987
- (en) Lynne Reid Banks, Fair Exchange, Londres, Piatkus, 1998 (ISBN 978-0-7499-0424-1, lire en ligne)

### Non-fiction
- (en) Letters to My Israeli Sons: The Story of Jewish Survival, W. H. Allen, 1979 (ISBN 978-0-491-02610-9, LCCN 80455044, lire en ligne)
- Torn Country: an oral history of the Israeli war of independence (New York : Franklin Watts, 1982)

### Livres illustrés
- The Spice Rack, illus. Omri Stephenson (OGS Designs, 2010)
- Polly and Jake, illus. Omri Stephenson (OGS, 2010)